# Gran Premio Palio del Recioto
De Gran Premio Palio del Recioto is een eendagswielerwedstrijd die jaarlijks wordt verreden in de Italiaanse provincie Verona met Negrar als start- en finishplaats. De wedstrijd maakt sinds 2005 onderdeel uit van de UCI Europe Tour en heeft classificatie van 1.2U, wat betekent dat hij enkel toegankelijk is voor renners onder 23 jaar (beloften).
In 2020 en 2021 vond de wedstrijd geen doorgang als gevolg van de coronapandemie.